# WinFS
WinFS (англ. Windows Future Storage) — платформа управління даними і метаданими від корпорації Microsoft, що тісно взаємодіє з файловою системою NTFS.
У червні 2006 року Microsoft оголосила, що WinFS НЕ буде частиною Windows, але деякі напрацювання з цієї технології будуть використовуватися в нових версіях SQL Server і ADO.NET.
- WinFS дозволяє класифікувати інформацію кількома способами і встановлювати зв'язки між різними елементами даних.
- WinFS надає загальний формат зберігання щодня накопичуваної інформації, в тому числі зображень, відомостей про людей і місцях і ін.
- WinFS сприяє спільному використанню інформації додатками від різних постачальників.

WinFS підтримує ядро реляційної бази даних (SQL Server 2005), яке дозволяє використовувати реляційні запити для пошуку примірників збережених типів. WinFS дозволяє встановлювати довільні взаємозв'язки між елементами, що зберігається. Розробники автоматично отримують можливості пошуку, реплікації, захисту та встановлення взаємозв'язків між даними створених ними типів, а також між даними зумовлених в Wndows типів. Така структура дає можливість вести пошук інформації, задаючи системі питання, а не запитуючи пошук по папках.
WinFS — не тільки реляційна база даних, вона підтримує і ієрархічне сховище. Вона може повертати дані як структурні типи і як об'єкти — типи плюс поведінку. Тобто WinFS можна розглядати як об'єктно-орієнтовану базу даних.